# Петросян, Размик Аршакович
Размик Аршакович Петросян (арм. Ռազմիկ Արշակի Պետրոսյան; род. 7 ноября 1940, Кировабад, Азербайджанская ССР) — армянский политический и общественный деятель. В прошлом футболист, полузащитник советского футбольного клуба «Арарат Ереван». С 1990—1991 гг. депутат Верховного Совета Армянской ССР по Артикскому избирательному округу.

## Биография
Родился 7 ноября 1940 года в городе Кировабаде.
В 1957 году окончил Степанакертский сельхозтехникум. В 1965 году — Ереванский институт физической культуры.
С 1965—1977 гг. играл за футбольные команды «Карабах» Степанакерт, «Цемент» Новороссийск и «Арарат» Ереван.
С 1977—1985 гг. тренер футбольного клуба «Карабах». в 1977 году футбольный клуб «Карабах» под его руководством стал чемпионом Азербайджанской ССР.
С 1985—1990 гг. директор стадиона в г. Степанакерте.
С 1990—1991 гг. депутат Армянской ССР по Артикскому избирательному округу.
С 1991 года по 1999 гг. тренер футбольного клуба «Арарат Арташат».
С 2000—2003 гг. заместитель начальника полиции НКР.
С 2003 года на заслуженной пенсии. Женат имеет троих детей, 6 внуков.
Автор нескольких книг об истории футбола 1965—1988, об армянском спорте. Автор многих статей и публикаций.

## Звания
- Мастер спорта СССР
- Заслуженный тренер Армянской ССР
- Заслуженный тренер Нагорно-Карабахской Республики
- Полковник полиции НКР